# 1947-es NAFC-bajnokság
Az 1947-es NAFC-bajnokság volt a torna első kiírása. A tornán három csapat vett részt, a győztes Mexikó lett.

## Mérkőzések
| 1947. július 13. |

| Mexikó                                                       | 5–0   | Egyesült Államok |
| ------------------------------------------------------------ | ----- | ---------------- |
| Adalberto López 3' 35' 85' Angel Segura 53' Rodrigo Ruíz 78' | (2–0) |                  |

| Estadio Tropical Játékvezető: José Tapia (kubai) |

Mexikó: Raúl Landeros, Alberto Medina, Sergio Bravo, Alfonso Montemayor (captain); Rodrigo Ruiz, Salvador Arizmendi, Antonio Flores, Julián Durán, Adalberto López, Angel Segura, Carlos Septién
USA: Walter Romanowicz, Joe Machado, Manuel Martin, Joseph Rego-Costa, Joe Ferreira, Jesse Braga, Frank Moniz, Ed Souza, Ed Valentine, John Souza, John Travis
| 1947. július 17. |

| Kuba     | 1–3   | Mexikó                                                  |
| -------- | ----- | ------------------------------------------------------- |
| Pico 42' | (1–1) | Carlos Septién 30' Angel Segura 53' Adalberto López 83' |

| Estadio Tropical Játékvezető: Sam Galin (amerikai) |

Mexikó: Raúl Landeros, Alberto Medina, Sergio Bravo, Alfonso Montemayor (captain), Rodrigo Ruiz, Salvador Arizmendi, Javier de la Torre, Max Prieto, Adalberto López, Angel Segura, Carlos Septién
Kuba: Ayra, Barquín, Enrique, Ovide, Minsal, Alvarez; Roure, Pico, Villalón, Brioso, Blexadero
| 1947. július 20. |

| Kuba | 5–2 | Egyesült Államok      |
| ---- | --- | --------------------- |
|      |     | Ed Souza Ed Valentine |

| Estadio Tropical |

Kuba:
USA: Walter Romanowicz, Joe Machado, Manuel Martin, Joseph Rego-Costa, Joseph Michaels, Jesse Braga, Frank Muniz, Ed Souza, Ed Valentine, John Souza, John Travis

## Góllövőlista
4 gól
- Adalberto López

2 gól
- Angel Segura

1 gól
- Carlos Septién
- Rodrigo Ruíz
- Ed Souza
- Ed Valentine

## Külső hivatkozások
- A torna az RSSSF honlapján